# کارل ووز
کارل وُوز (انگلیسی: Carl Woese؛ ‎/ˈwoʊz/‎؛ ۱۵ ژوئیهٔ ۱۹۲۸ – ۳۰ دسامبر ۲۰۱۲) دانشمند حوزهٔ میکروبیولوژی و آرایه‌شناسی آمریکایی دانشگاه ایلینوی در اربانا شمپین بود. او در سال ۱۹۷۷ میلادی به همراه  جرج ای فاکس، باستانیان را به عنوان فرمانرویی جدید طبقه‌بندی کرد.
وی همچنین برنده جوایزی همچون جایزه کرافورد شده است.

## سامانه سه‌حوزه‌ای
سامانه سه‌حوزه‌ای (Three-domain system) یک روش آرایه‌شناسی است که توسط کارل وُز در سال ۱۹۷۷ پیشنهاد شد که یاخته‌ها را بر اساس فرم‌شان به سه حوزه باستانیان، باکتری‌ها، و یوکاریوت‌ها تقسیم می‌کند. سامانه سه‌حوزه‌ای تقسیم‌بندی جدید «حوزه» را بالای پنج یا شش «فرمانرو» قبلی اضافه می‌کند.
- حوزه باکتری‌ها – پروکاریوت (بدون هسته واقعی) هستند.
- حوزه باستانیان – پروکاریوت (بدون هسته واقعی) هستند.
- حوزه یوکاریوت‌ها (یوکاریا) – هسته‌دار (یوکاریوت) هستند. یوکاریا شامل فرمانروهای زیر است:
  - فرمانرو قارچ‌ها
  - فرمانرو گیاهان
  - فرمانرو جانوران
  - فرمانرو حبابچه‌داران رنگی